# Rick Wise
Richard Charles Wise (né le 13 septembre 1945 à Jackson, Michigan, États-Unis) est un ancien lanceur droitier de baseball.
Il évolue 18 saisons dans la Ligue majeure de baseball de 1964 à 1982 et est deux fois invité au match des étoiles. Après avoir honoré sa première sélection en 1971, il est lanceur partant des étoiles de la Ligue nationale en 1973. 
Pour les Phillies de Philadelphie, Rick Wise réussit un match sans point ni coup sûr le 23 juin 1971 contre les Reds de Cincinnati. Il est le dernier lanceur à avoir réussi cet exploit contre l'équipe des Reds. Plus tard, il fait partie de l'équipe des Red Sox de Boston championne de la Ligue américaine en 1975.
Wise est aussi notable pour avoir été impliqué dans un échange jugé parmi les plus inégaux de l'histoire du baseball. En 1972, les Phillies le cèdent aux Cardinals de Saint-Louis en retour du lanceur Steve Carlton. Bien que Wise, lanceur partant déjà bien établi, connaisse deux bonnes saisons à Saint-Louis, ses performances ne peuvent se comparer à la carrière de Carlton, qui lance 15 ans à Philadelphie, en route vers l'élection au Temple de la renommée du baseball. 

## Carrière

### Phillies de Philadelphie
Rick Wise signe son premier contrat professionnel en 1963 avec les Phillies de Philadelphie et dispute son premier match dans le baseball majeur le 18 avril 1964. Après une année entière passée en ligues mineures, il est de retour à Philadelphie en 1966. Faisant occasionnellement des apparitions comme lanceur de relève, il s'installe peu à peu dans la rotation des Phillies et devient lanceur partant à temps plein à la fin du printemps 1967. Gagnant de 15 matchs en 1969, il honore sa première sélection au match des étoiles en 1971, année où il abat sa somme de travail la plus considérable en une saison dans les majeures. Lançant 272 manches et un tiers en 38 matchs, dont 37 départs, il affiche une moyenne de points mérités de ,288 qui est la meilleure de sa carrière, en plus de remporter 17 victoires. 
Le 23 juin 1971, Rick Wise réussit à Cincinnati un match sans point ni coup sûr dans la victoire de 4-0 des Phillies sur les Reds. En date de 2015, soit plus de 44 ans, il est le dernier lanceur à avoir fait subir pareil sort aux Reds, pour la plus longue séquence du genre en cours présentement dans le baseball majeur.

### L'échange pour Steve Carlton
Le 25 février 1972, Philadelphie échange Wise aux Cardinals de Saint-Louis contre le lanceur gaucher Steve Carlton. Ce dernier, déjà lanceur étoile à Saint-Louis, devient rien de moins qu'une légende chez les Phillies et sera éventuellement élu au Temple de la renommée du baseball. Le retour obtenu par les Cardinals fait pâle figure en comparaison, bien que la transaction fut jugée juste et équitable à l'époque. Mais rapidement, Wise ne deviendra que l'« autre joueur » dans l'échange Carlton. 

### Cardinals de Saint-Louis
Malgré le mauvais souvenir laissé aux dirigeants des Cardinals,, à jamais privés de Carlton, Wise connaît à Saint-Louis deux très bonnes campagnes. Sa moyenne de points mérités s'élève à 3,24 en 528 manches lancées au total en deux ans. Le 13 juin 1973 contre Cincinnati, Rick Wise lance un match complet où il n'accorde qu'un seul coup sûr aux Reds, ne cédant que devant Joe Morgan après un retrait à la 9e manche. À sa dernière campagne en 1973, Wise honore non seulement sa seconde invitation aux matchs des étoiles de mi-saison, mais il est le lanceur partant de la Ligue nationale pour cette rencontre disputée à Kansas City,.

### Red Sox de Boston
Échangé avec le voltigeur Bernie Carbo aux Red Sox de Boston avant la saison 1974 pour le voltigeur Reggie Smith (en) et le lanceur droitier Ken Tatum, Rick Wise gagne un sommet en carrière de 19 matchs au cours de la saison 1975. Il ajoute deux victoires lors des séries éliminatoires de la même année. Il remporte son départ sur les Athletics d'Oakland en Série de championnat de la Ligue américaine puis lance dans la Série mondiale 1975, perdue par Boston face à Cincinnati. Lanceur partant du 3e match de la finale, il accorde 5 points mérités en seulement 4 manches et un tiers de travail, mais n'est pas impliqué dans la décision car Boston revient plus tard de l'arrière pour finalement perdre en manches supplémentaires. On le revoit en relève dans le 6e match, où il est le lanceur gagnant après avoir lancé la 12e manche juste avant que le coup de circuit de Carlton Fisk ne procure la victoire aux Sox.

### Indians de Cleveland
Le 30 mars 1978, après 4 saisons jouées pour Boston, Wise est l'un des 4 joueurs que les Red Sox transfèrent aux Indians de Cleveland pour acquérir, entre autres, le futur membre du Temple de la renommée Dennis Eckersley. En 1978, Wise mène le baseball majeur avec 19 défaites, contre seulement 9 victoires, pour les Indians. Il rebondit de belle façon en 1979 en abaissant sa moyenne de points mérités à 3,73 (contre 4,34 l'année précédente) et en gagnant 15 parties. 

### Padres de San Diego
Il rejoint les Padres de San Diego comme agent libre en novembre 1979 et, après deux saisons complètes en 1980 et 1981, joue un match, son dernier, en 1982 pour le même club.

### Palmarès
Rick Wise a disputé 506 matchs dans le baseball majeur, dont 455 comme lanceur partant. En 3 127 manches et un tiers lancées au total, sa moyenne de points mérités s'élève à 3,69 et il réussit 1 647 retraits sur des prises. Il compte 188 victoires, 181 défaites, 138 matchs complets et 30 blanchissages.